# Befestigter Raum Nr. 1 Kiew

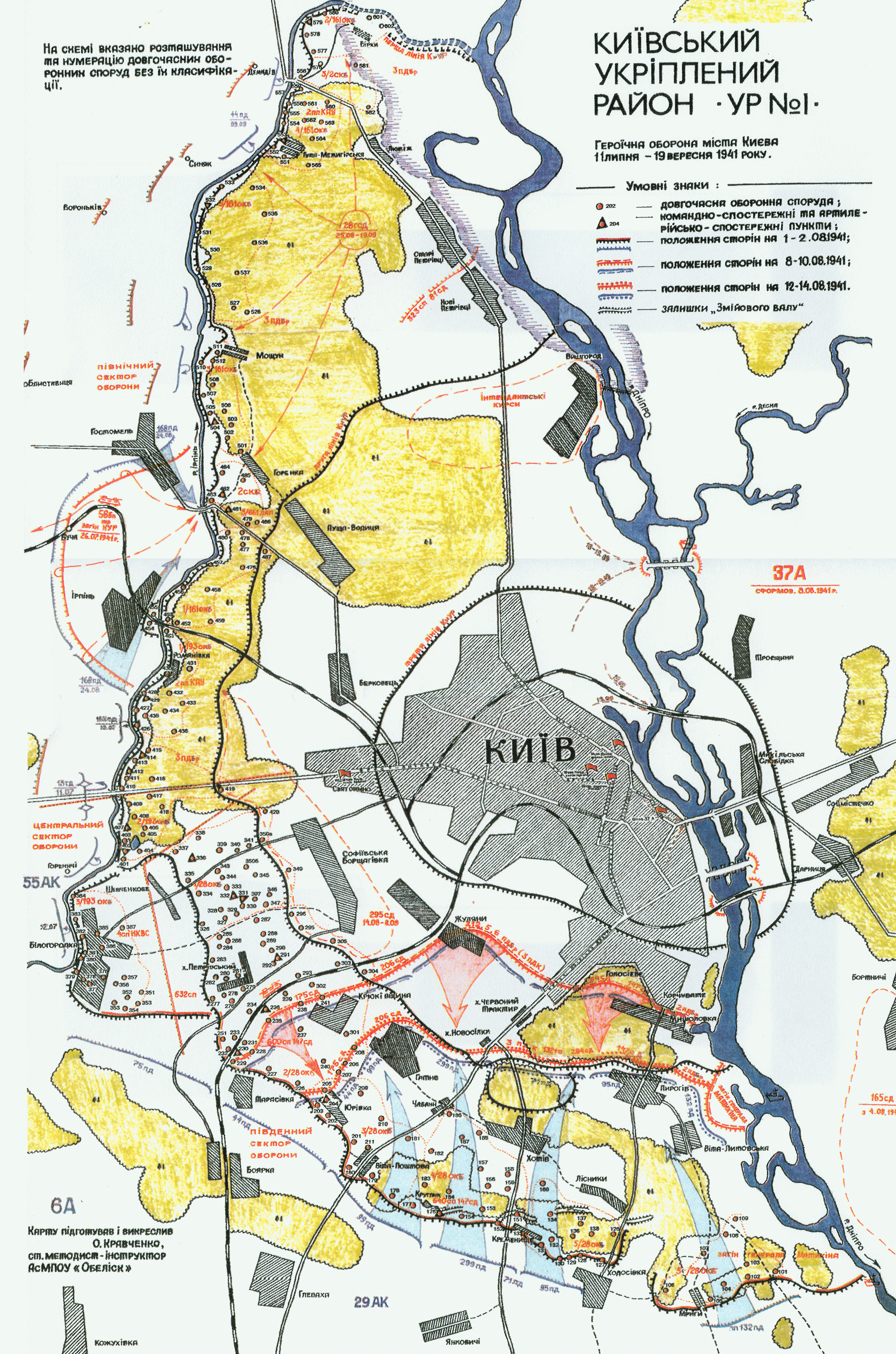
Karte der Verteidigungsanlagen

Der befestigte Raum Nr. 1 Kiew (russische Abkürzung КиУР, УР-1, 1-й укреплённый район, 1-й укрепрайон) war ein befestigter Bezirk im Kiewer Gebiet, ein Komplex aus Verteidigungsanlagen und technischen Hindernissen. Er wurde in der Zeit von 1929 bis 1941 zum Schutz der Grenze der UdSSR errichtet. Die Gesamtlänge der befestigten Region betrug etwa 85 km zwischen den Flanken, die am Fluss Dnepr verankert waren. Die Tiefe der Verteidigungszone reichte von 1 km bis 6 km.
Die Befestigungsanlagen hatten keinen entscheidenden Einfluss auf die Verteidigung der Stadt im Jahr 1941.

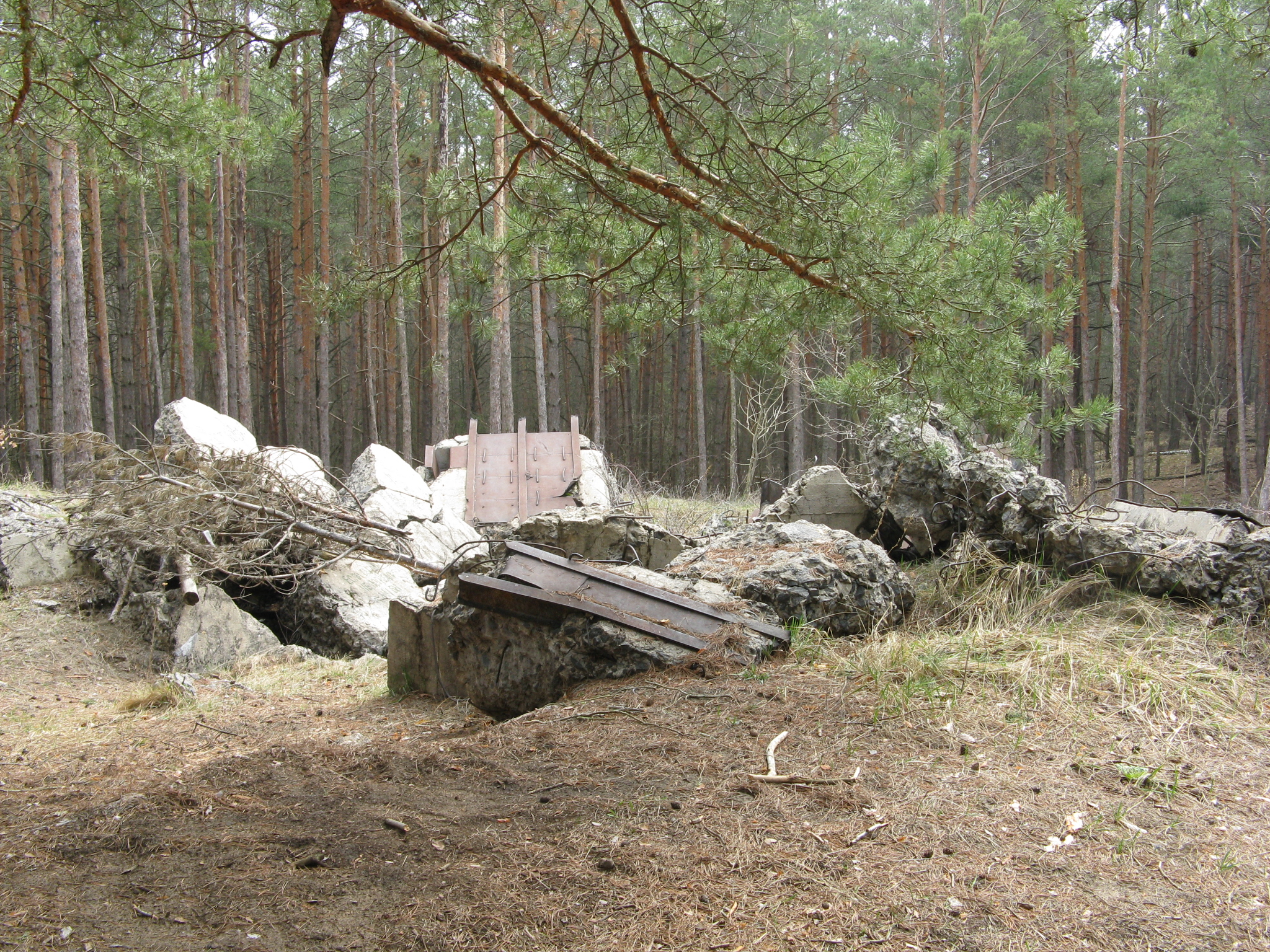
Bunker 108
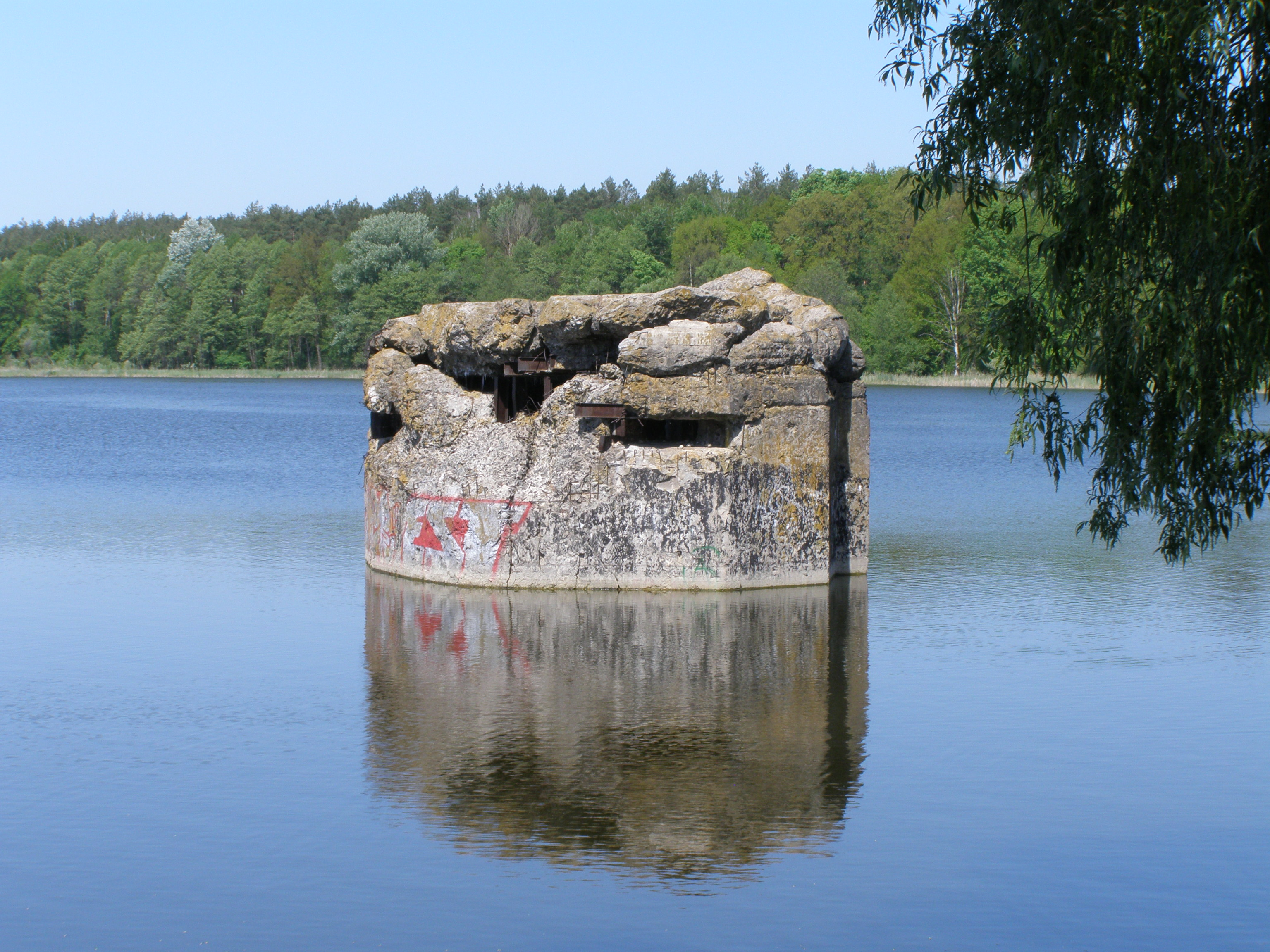
Bunker 127
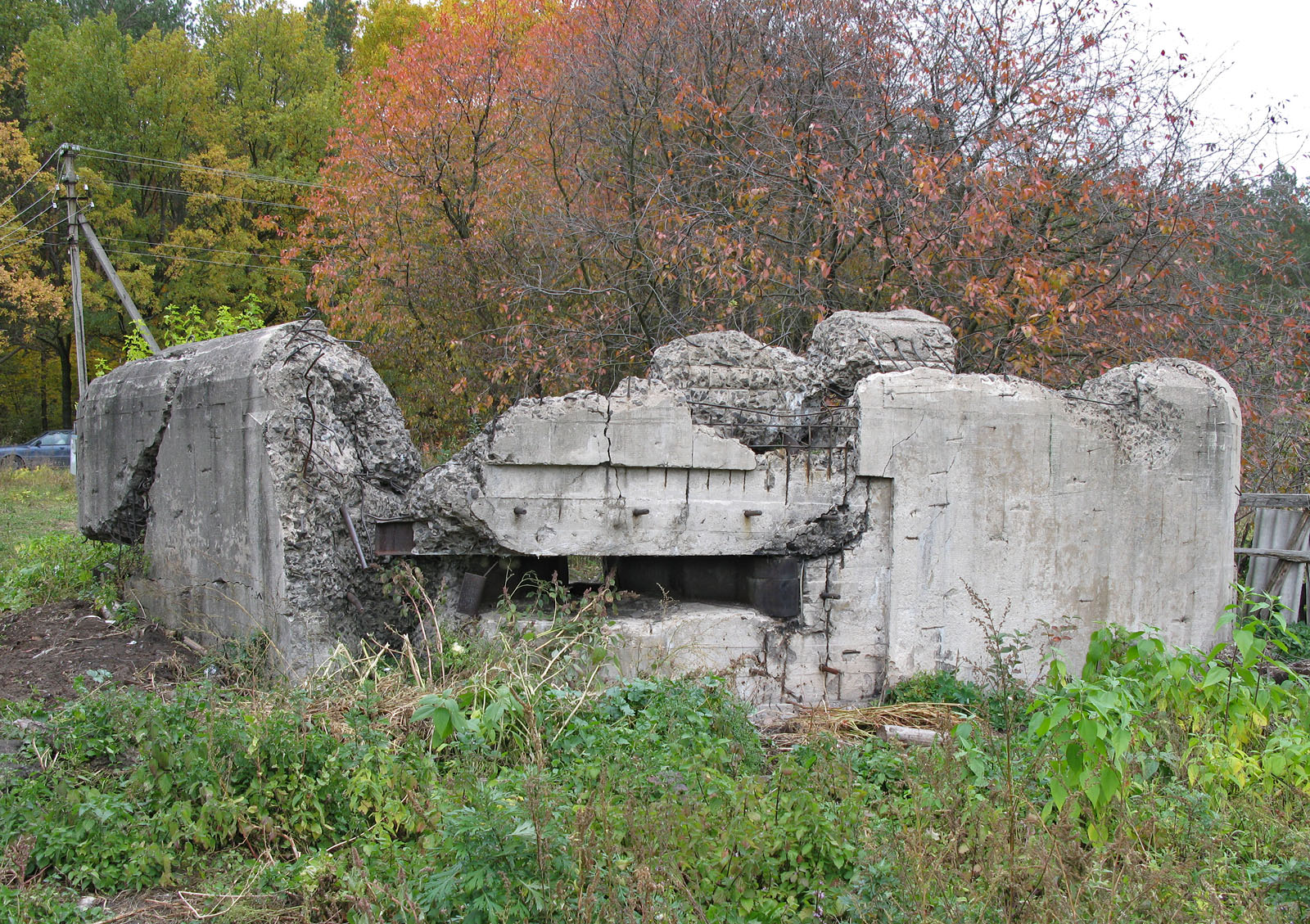
Bunker 133
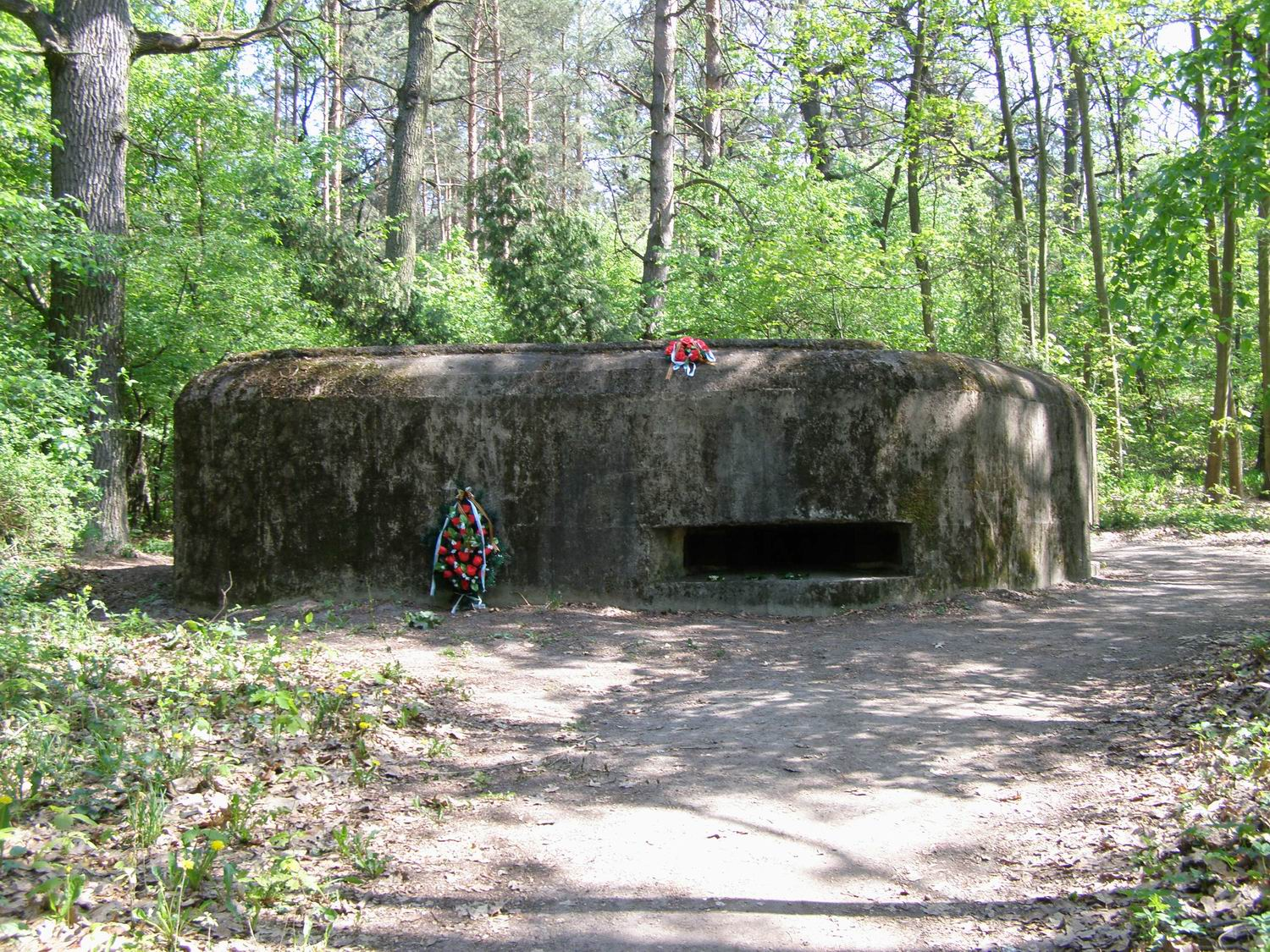
Bunker 178
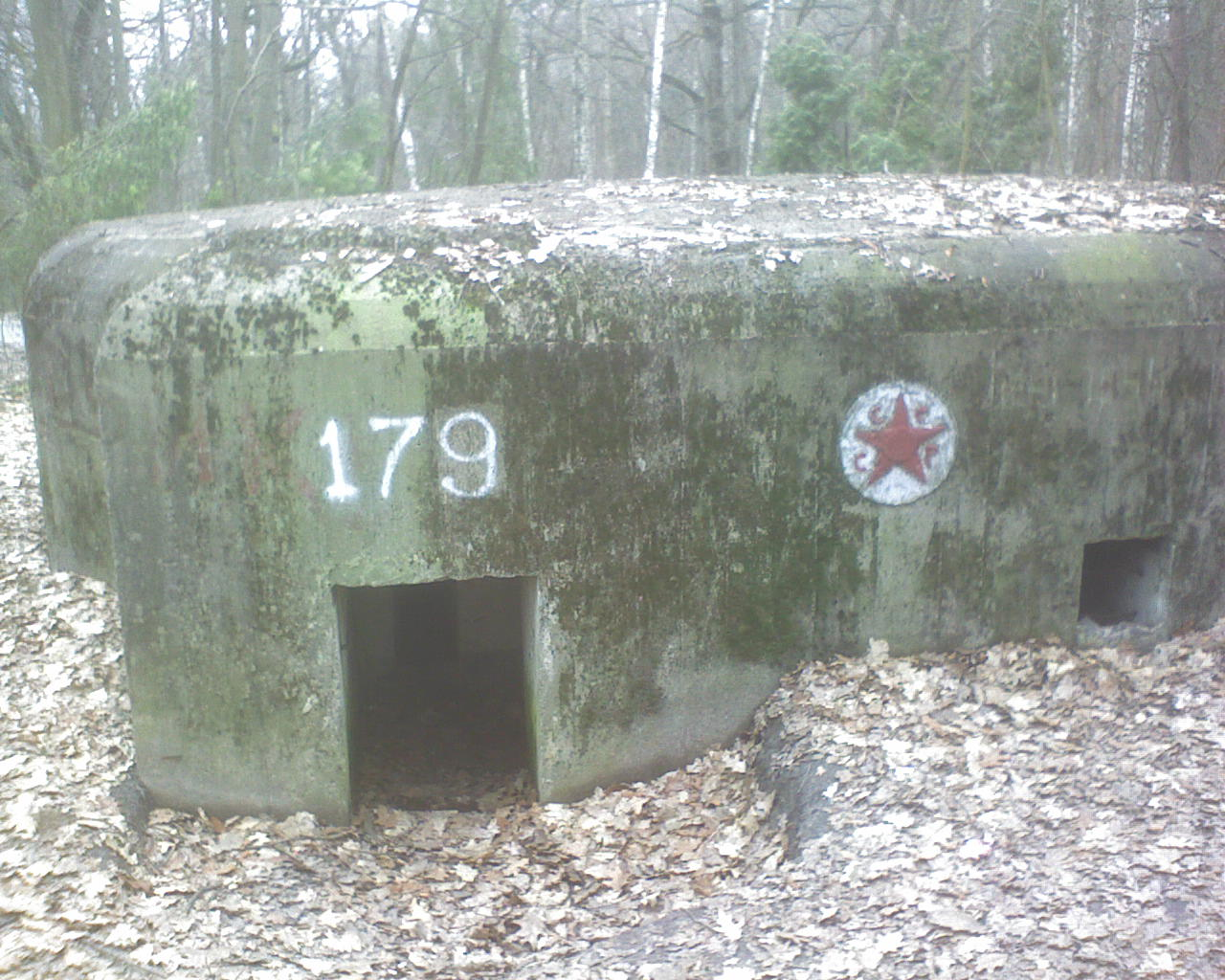
Bunker 178. (Nummer «179» wurde in der Nachkriegszeit falsch nummeriert).
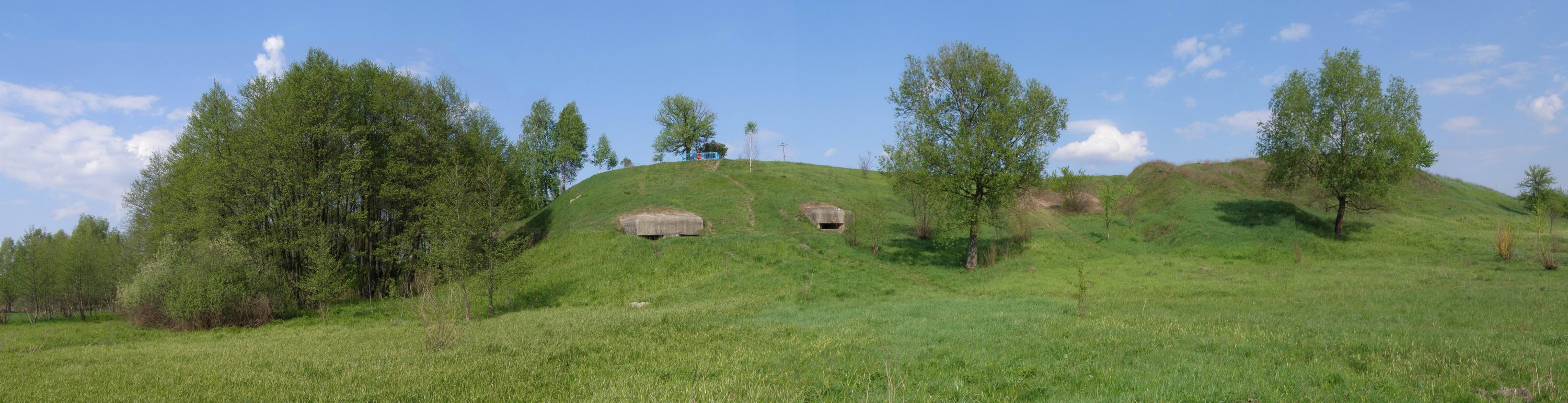
Bunker 205 Der Bunker von Leutnant Vetrov ist einer der größten. Es nimmt den ganzen Hügel ein
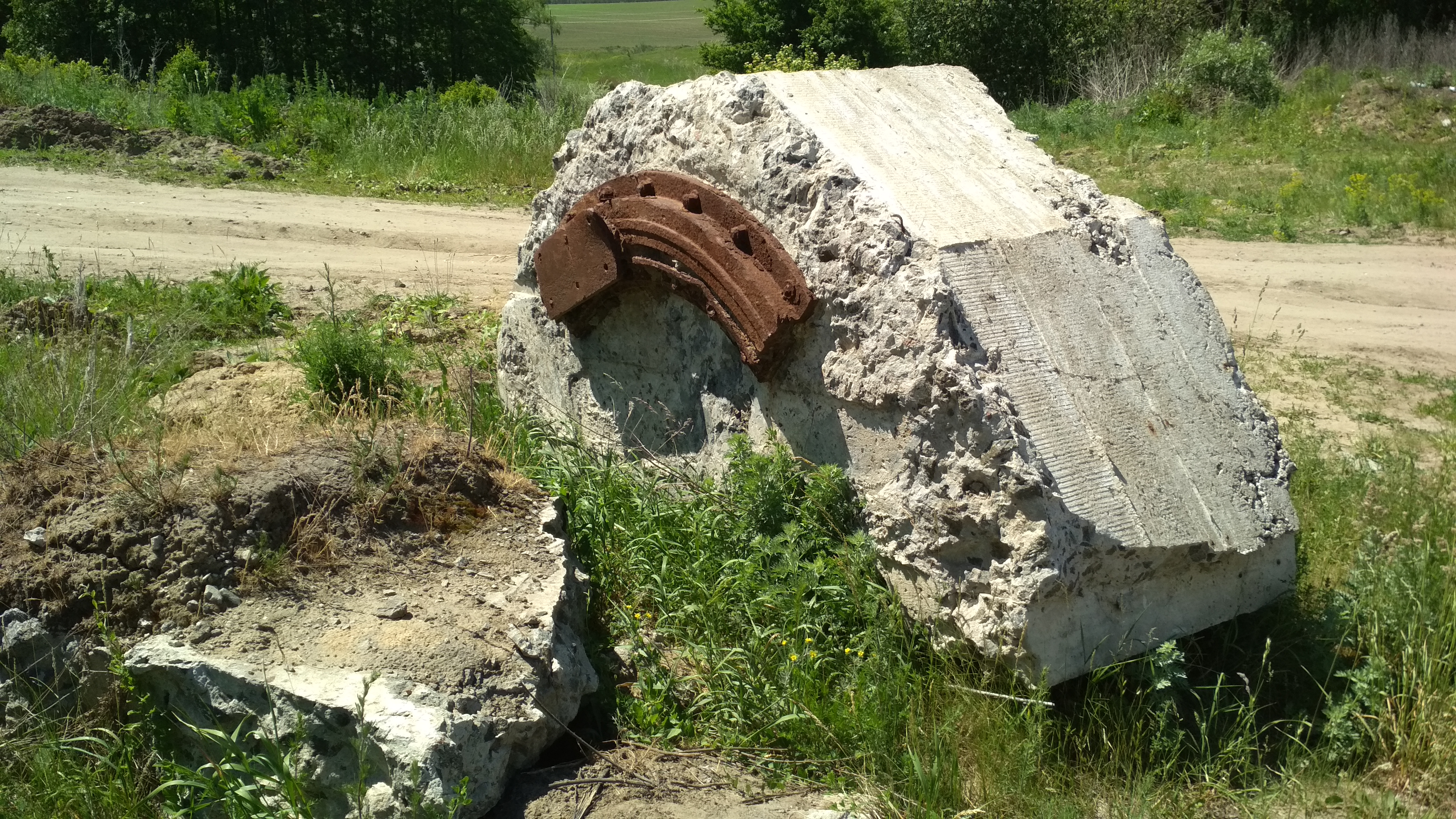
Artillerieposition 206. Auf den Führungen ist der Schlitten der Sockelhalterung der Waffe erhalten
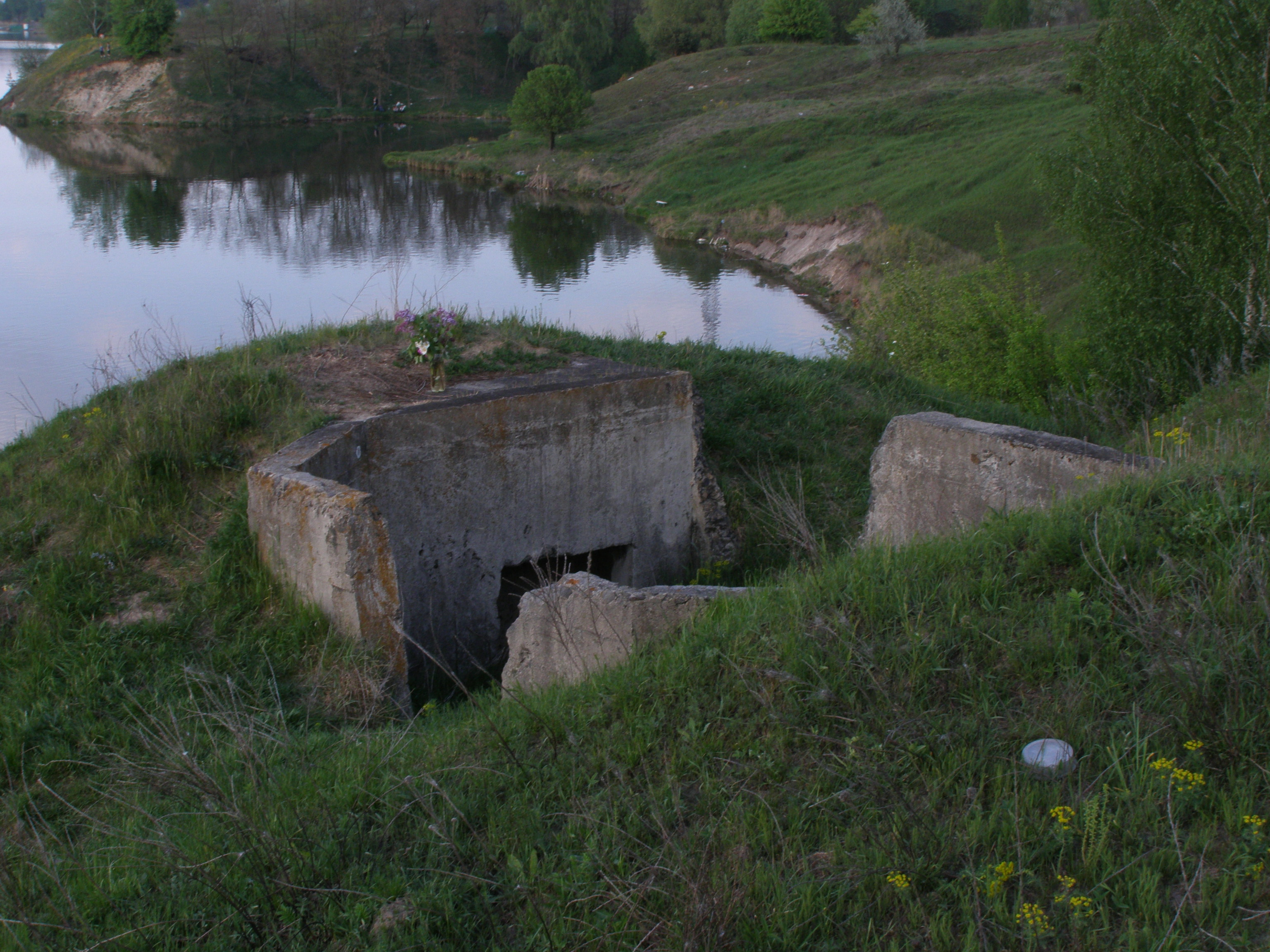
Artillerieposition 207.